# Nola parana
Nola parana är en fjärilsart som beskrevs av William Schaus 1921. Nola parana ingår i släktet Nola och familjen trågspinnare. Inga underarter finns listade i Catalogue of Life.